# Ornago
Ornago is een gemeente in de Italiaanse provincie Monza e Brianza (regio Lombardije) en telt 3730 inwoners (31-12-2004). De oppervlakte bedraagt 5,8 km², de bevolkingsdichtheid is 687 inwoners per km².

## Demografie
Ornago telt ongeveer 1505 huishoudens. Het aantal inwoners steeg in de periode 1991-2001 met 11,8% volgens cijfers uit de tienjaarlijkse volkstellingen van ISTAT.
| Jaar | Inwoneraantal |
| ---- | ------------- |
| 1991 | 3076          |
| 2001 | 3440          |

## Geografie
Ornago grenst aan de volgende gemeenten: Vimercate, Bellusco, Roncello, Burago di Molgora, Basiano, Cavenago di Brianza.